# Macronychia
Macronychia is een vliegengeslacht uit de familie van de dambordvliegen (Sarcophagidae).

## Soorten
- M. agrestis (Fallén, 1810)
- M. alpestris Róndani, 1865
- M. aurata (Coquillett, 1902)
- M. confundens (Townsend, 1915)
- M. griseola (Fallén, 1820)
- M. kanoi Kurahashi, 1972
- M. lemariei Jacentkovsky, 1941
- M. polyodon (Meigen, 1824)
- M. striginervis (Zetterstedt, 1838)
- M. utahensis (Smith, 1916)